# Depatriacja
Depatriacja (z łac. de (od) + patria (ojczyzna, od pater - ojciec) – przymusowe opuszczenie ojczystego kraju. Przydatność tego neologizmu jest kwestionowana, gdyż istnieją polskie odpowiedniki jak przesiedlenie i wysiedlenie. Zbliżone znaczenie ma ekspatriacja.